# Boon (雑誌)
『Boon』（ブーン）は、かつて祥伝社から発行されていた月刊の若年男性向けファッション雑誌。

## 概要
創刊号は1986年12月号。創刊当初は月刊ではなく季刊誌だった。また、「男の一人暮らし」をテーマにした「私空間創造マガジン」と銘打っていたが、古着特集がヒットしたのを契機に徐々にストリート・ファッション色を強め、古着ブームに乗って部数を伸ばした。ストリート・ファッション誌というジャンルを確立し、60万部を超えた月もあった。このヒットによって他社から後追いで『GET ON!』、『COOL TRANS』などの後発誌も創刊された。
その後、ストリートにおける流行が、いわゆる裏原宿に移ると同時に同誌もターゲットを移行。裏原、セレクト・ショップを扱ったものの、裏原ブームとともに創刊された「smart」の追撃により苦戦、失速した。最後は判型を変え、ファッションにこだわらないカルチャー全般を見据えた雑誌を標榜したものの、2008年に休刊。
現在のファッション誌において流行となっている「付録商法」についてはかなり早い時期から取り組んでいた。
2014年10月、ムック本として復活し「2014年秋冬号」が刊行されたが、2015年7月の「2015 夏号」を最後に刊行されていない。

## 連載
- TOKYO TRIBE2（井上三太）